# Jaktprov i Sverige
Jaktprov är ett prov av hundar för att kunna bedöma deras jaktliga kvaliteter.

## Allmänt
Proven är utformade på en mängd olika sätt beroende vilken form av jakt som den skall testa hundens förmåga på. Syftet är att kunna välja ut de individer som är mest lämpade för avel, så att de rasspecifika egenskaperna bevaras. För de flesta jakthundsraser gäller, att de måste ha meriter från jaktprov för att kunna erhålla certifikat och championat på utställning. Däremot krävs med två undantag inte genomförande av jaktprov för att en hund skall få användas vid jakt. Dels handlar det om certifierade eftersöksekipage (se nedan under viltspårprov); dels måste apportörer finnas vid vissa sorters fågeljakt (se nedan under särskilt apporteringstest).
Jaktprov ordnas av de olika rasklubbarna som även ansvarar för arbetet med att utarbeta regler, vilka dock fastställs av Svenska Kennelklubben (SKK). Vid jaktprov är det endast hundens prestationer som bedöms, således inte hundens ägares, eller hundförarens kvaliteter.
Det förutsätts mycket träning under kunnig ledning för att en hund skall göra en god prestation vid ett jaktprov. Proven är i allmänhet uppdelade i olika klasser eller svårighetsgrader, såsom anlagsprov, unghundsklass, nybörjarklass, öppen klass och elitklass. Den exakta klassindelningen skiljer sig åt mellan de olika slagen av prov. Det arrangeras även svenska mästerskap och i vissa fall nordiska mästerskap i jaktprov, och i sådana sammanhang kan jaktprovet få karaktär av att vara en hundsport.

## Jaktprov för drivande hund

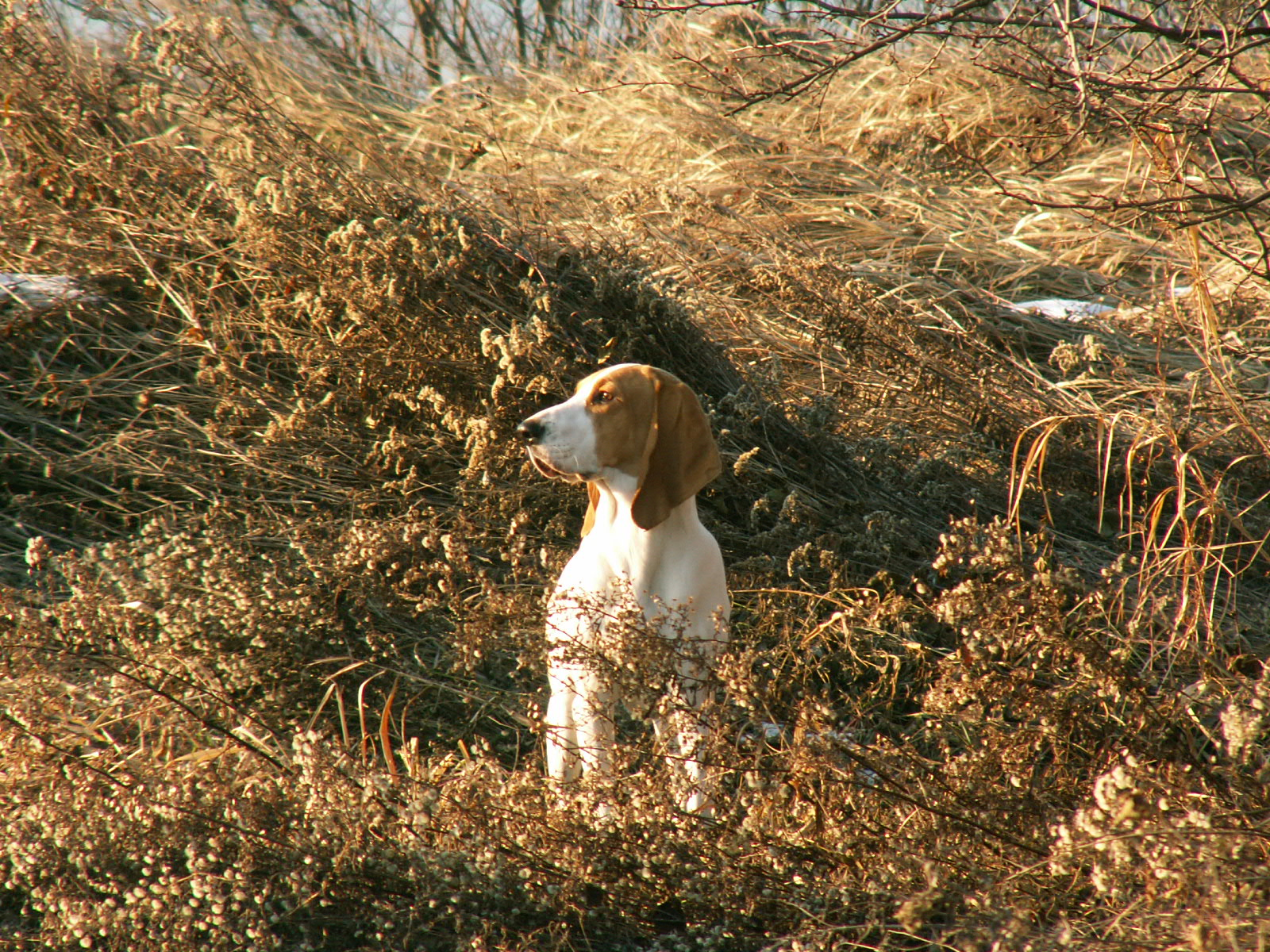
Schweiziska stövare är drivande hundar.

Drevprov, för drivande hundar, går ut på att pröva hundens förmåga att spåra upp vilt och driva det mot skytten. Drevskallet är viktigt för att jägarna skall kunna följa drevets riktning. Provtiden kan vara upp till sju timmar och sker under realistiska betingelser med vilt i naturen. Drevjakt bedrivs på hare, kanin, räv, rådjur och hjort (kronhjort och dovhjort). Under de tider på året då rådjursjakt inte är tillåten måste hundarna vara s.k. rådjursrena, d.v.s. att de lärt sig att inte spåra eller driva rådjur. Stövare får aldrig användas vid rådjursjakt och måste därför alltid vara rådjursrena. Utöver det ordinarie drevprovet ordnas särskilda rävprov och rådjursrenhetsprov för drivande hundar.
För samtliga de fem franska basset-raserna är drevprov obligatoriskt, för brittiska basset hound är det en möjlighet. Drever kan även meriteras på viltspårprov. Beagle, harrier, russkaja gontjaja, sabueso español, serbski gonic och samtliga raser av stövare kan meriteras på antingen drevprov eller rävprov. Tax kan meriteras på drevprov, viltspårprov eller grytprov.
En variant av drevprov som även innehåller grytmoment, ordnas för tysk jaktterrier. Denna hund är inte bara drivande, den används även som grythund och för att ställa vildsvin. Rasen kan meriteras på jaktprov för tysk jaktterrier, grytprov eller vildsvinsprov.
På senare år har tillkommit ett vildsvinsprov för drivande hundar, jaktprov på vildsvin för drivande hund. Det är meriterande för några ovanliga franska, östeuropeiska och amerikanska raser: griffon fauve de bretagne, grand griffon vendéen, griffon nivernais, bosanski ostrodlaki gonic-barak, gonczy polski, posavski gonic, slovenský kopov och bluetick coonhound. Provet är även öppet för den ungerska drivande hunden erdélyi kopó och den amerikanska coonhoundrasen plott.

## Viltspårprov
Viltspårprov är öppna för hundar av alla raser, även blandrashundar. Hundar av de flesta raser kan erhålla viltspårchampionat, däremot inte blandrashundar.
Det finns två klasser i viltspår, anlagsklass och öppen klass. I anlagsklass ska spåret vara 2-5 timmar gammalt när provet påbörjas och i öppen klass 12-24 timmar gammalt. Spåret som läggs i terräng med ca 2 dl blod ska vara minst 600 meter långt med fyra vinklar och ett bloduppehåll på 15 meter. Det avslutas med en klöv från vilt, exempelvis hjort eller älg. I öppen klass ska dessutom två vinklar innehålla ett bloduppehåll varav det ena med sk. återgång. Dessutom avlossas ett skott i slutet på spåret. I de nya reglerna som trädde i kraft 2012 ska hunden i öppen klass själv finna spårbörjan i en ruta på 25x25 meter.
Enligt jaktförordningen måste eftersökshund finnas att tillgå inom två timmar vid jakt på björn, lo, älg, hjort, rådjur, mufflon eller vildsvin. Eftersökshundar inkallas även för att spåra trafikskadat vilt. Särskilda viltspårprov ordnas på vildsvin, eftersöksprov på vildsvin, samt för älghundar och grythundar. Godkända viltspårhundar kan vidareutbildas för eftersök på björn i Svenska Jägareförbundets regi.
Hundar av de tre raser som räknas som viltspårhundar måste ha meriter från viltspårprov för att bli utställningschampion: alpenländische dachsbracke, bayersk viltspårhund och hannoveransk viltspårhund. För drever och tax är viltspårprov alternativ till andra jaktprovmeriter.
Reglerna för viltspårprov är utarbetade i samarbete mellan jägareförbundet och SKK och proven kan ordnas av såväl rasklubbarna som jägareförbundet.

## Jaktprov för stående fågelhund

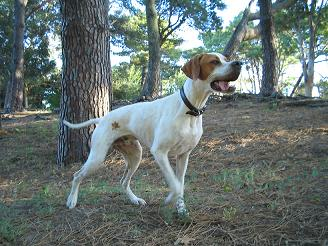
En pointer på jakt.

Detta jaktprov är obligatoriskt för samtliga stående fågelhundar, om de ska kunna erhålla utställningschampionat. Det skiljer sig åt för brittiska och kontinentala fågelhundar (se Gruppindelning av hundraser - Grupp 7: Stående fågelhundar): Jaktprov för brittiska stående fågelhundar respektive Jaktprov för kontinentala fågelhundar. De kontinentala fågelhundarna bedöms även för vatten- och apportarbete.
Det finns tre varianter av provet: Fältprov (jakt på fasan och rapphöns), skogsprov (tjäder och orre) och fjällprov (ripa). De kontinentala raserna bracco italiano, spinone, stabyhoun och weimaraner kan även prövas på tryckande hårvilt.
Vid provet bedöms hundens sökförmåga vid olika vindriktning, hur effektivt den letar sig fram till en tryckande fågel samt vilken stil den har; hur ändamålsenligt den rör sig och arbetar. Ståndet, när hunden funnit en fågel och pekar ut denna för föraren, skall vara välriktat och fast. Vid avancering, resning (när fågeln skräms upp) och apportering efter att fågeln skjutits är samarbetet med föraren avgörande. Vid skogsprov måste hunden kunna rapportera, d.v.s. kunna lämna ståndet för att göra föraren uppmärksam och sedan återvända till sin position. Ytterligare ett moment är sekondering. Då bedöms hundens samarbetsförmåga med annan hund, de får till exempel inte störa varandras stånd.
Proven ordnas under verkliga förhållanden, utom under de tider på året då fågeljakt inte är tillåten, då simuleras fällandet med startpistol och hundarna apporterar tidigare skjutna fåglar.

## Jaktprov för stötande hund

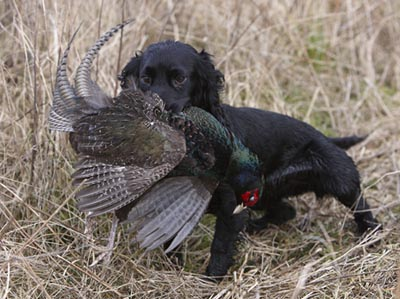
Cocker spaniel är en stötande hund.

Jaktprov för stötande hundar finns av två slag. Dels jaktprov för spaniel, spanielprov; dels jaktprov för wachtelhund, wachtelprov. Det förra ordnas för amerikansk cocker spaniel, clumber spaniel, cocker spaniel, engelsk springer spaniel, field spaniel, sussex spaniel och welsh springer spaniel. Irländsk vattenspaniel kan meriteras på antingen spanielprov eller retrieverrov (se Jaktprov för apporterande hund). För wachtelhundar gäller antingen wachtelprov eller vildsvinsprov (se Jaktprov för ställande hund). För spanielraserna är jaktprovsmeriter inte obligatoriska för högre utställningsutmäkelser, vilket det däremot är för wachtelhunden.
En stötande hund är en hund, med uppgift att stöta upp småvilt inom säkert skotthåll för hagelgevär. Den ska därför arbeta högst 15 - 20 meter från föraren. Efter skottet ska hunden apportera det nedlagda viltet.
För att få delta i fältprov, måste hunden först vara godkänd på vattenprov, där hundens förmåga att apportera skjuten fågel i vatten prövas. Vid fältprovet bedöms hur ändamålsenligt hunden söker av terräng av olika svårighetsgrad och hur väl den låter sig dirigeras av föraren, hundens förighet. Det är viktigt att hunden visar stadga efter att viltet stötts upp, så att den inte stör jägaren när denne skjuter.
Provet genomförs under verkliga betingelser.

## Jaktprov för apporterande hund

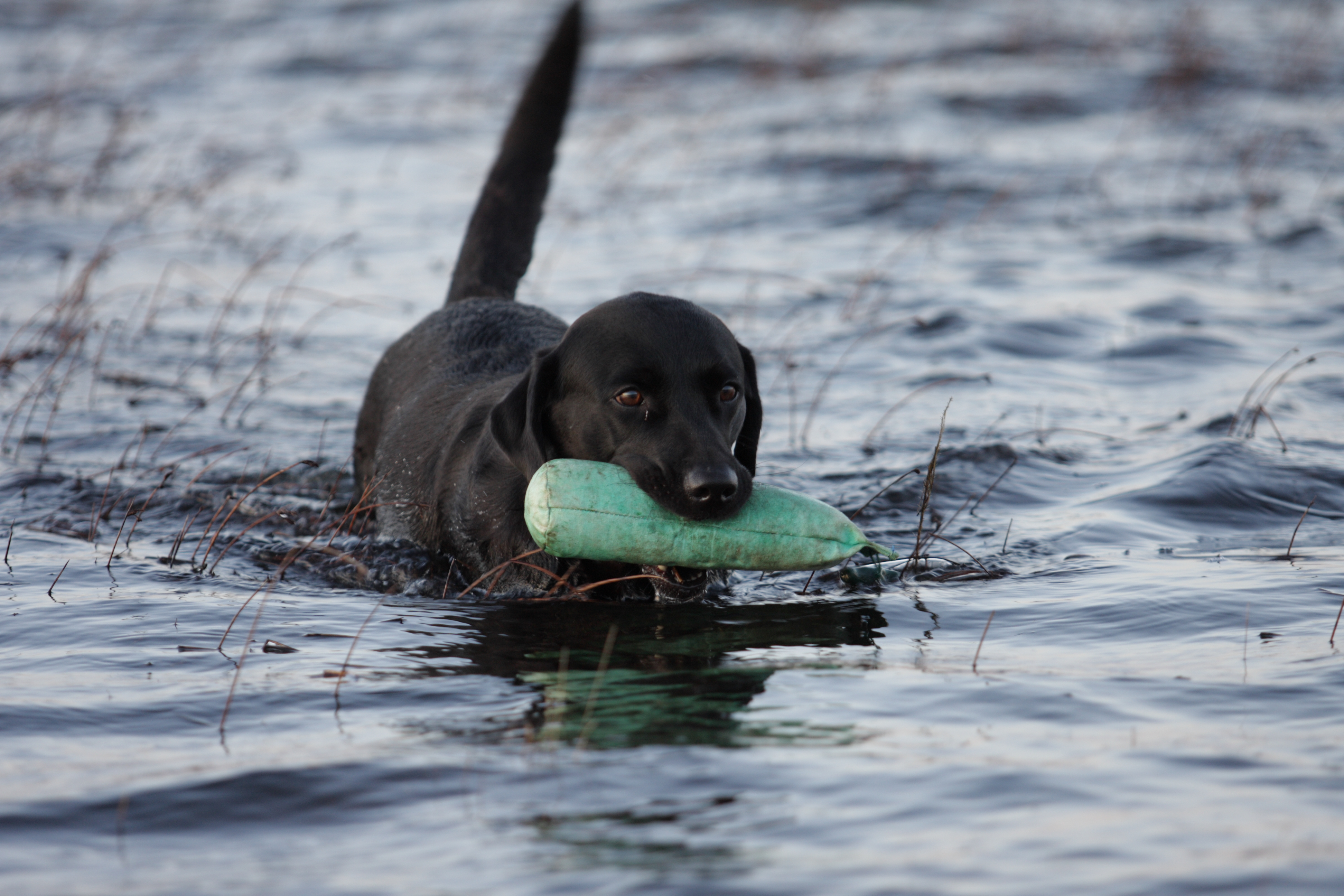
Labrador retriever under retrieverprov.

Jaktprov för apporterande hund ordnas för samtliga raser av retriever och kallas oftast för jaktprov för retriever eller retrieverprov. För irländsk vattenspaniel är provet alternativ till jaktprov för stötande hund. Provet ordnas för chesapeake bay retriever, curly coated retriever, flatcoated retriever, golden retriever och labrador retriever. För Nova scotia duck tolling retriever är detta vanliga retrieverprov alternativ till ett särskilt jaktprov för nova scotia duck tolling retriever, tollarprov eller tollingjaktprov. För ingen av dessa raser är jaktprovsmeriter obligatoriska för högre utställningsutmärkelser.
Under provet bedöms hundens förmåga att klara de olika slags apportering som förekommer vid olika typer av fågeljakt: klappjakt, jakt på sträckande fågel och på stött uppflygande fågel. Hunden ska klara såväl olika sorters terräng som vatten. Den ska både klara att arbeta självständigt vid fritt sök efter byten där man inte exakt känner till nedslagsplatsen, samt då den apporterar ett flertal nerlagda byten, liksom vid markering då den ska klara att endast apportera en skadskjuten fågel bland andra byten. Hunden ska också ha god dirigeringsförmåga samt klara att lugnt vänta på kommando. Samarbetsförmåga med andra hundar är av stor vikt.
Tollingjakt är en speciell form av jakt på sträckande änder och gäss, där hunden först ska locka fågeln inom skotthåll. I övrigt går tollingprov till på samma sätt som vanligt retrieverprov.

## Särskilt apporteringstest
Jaktförordningen säger att vid jakt efter ringduva, gäss eller änder måste en hund som kan apportera eller markera nedskjuten fågel medföras. Vid jakt efter övrig fågel skall hund som kan apportera eller markera nedskjuten fågel medföras under tiden mellan solens nedgång och en timme före solens uppgång. Skyldigheten att medföra hund gäller inte om jakten sker på snötäckt mark eller från båt i öppet vatten eller vid havskust med hjälp av vettar.
Reglerna har utarbetats av jägareförbundet i samarbete med SKK och testen arrangeras av rasklubbarna. Apporteringstestet är öppet för hundar av alla raser, även blandrashundar. Det är inte obligatoriskt eller meriterande för någon ras. Testet innehåller ett sökmoment och ett vattenmoment. Viltslagen är småvilt, främst fågel men även hårvilt. Till skillnad från övriga jaktprov på fågel behöver inte viltet vara matnyttigt, utan kan även vara kråk- eller måsfåglar eller stadsduvor.

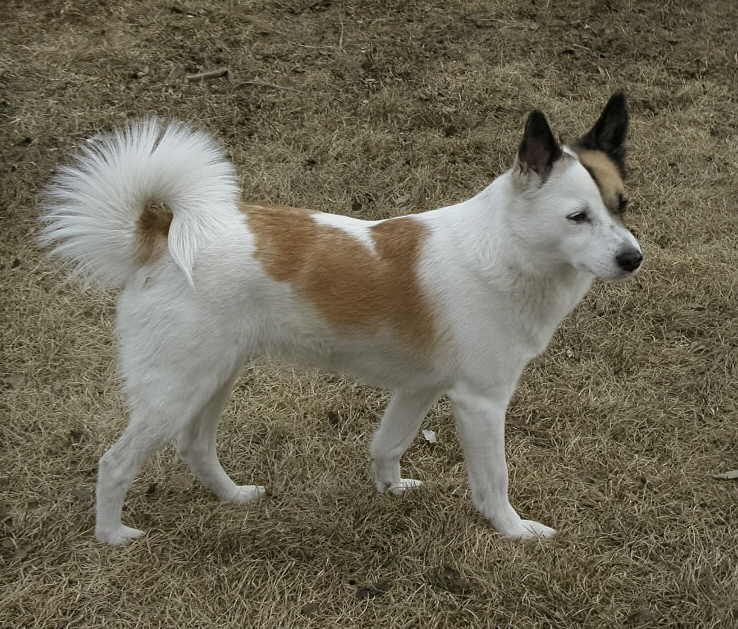
Norrbottenspetsen hör till de skällande fågelhundarna.

## Jaktprov för skällande fågelhund
Jaktprov för skällande fågelhundar är en specialitet för norrbottenspets och finsk spets samt för de tre lajkaraserna: rysk-europeisk lajka, västsibirisk lajka och östsibirisk lajka. Lajkor kan alternativt meriteras på älghundsprov (se nedan).
Skällande fågelhundar stöter upp skogshöns och markerar med skall i vilket träd fågeln sätter sig. Hunden ska även kunna följa efter en fågel som inte träar omedelbart.

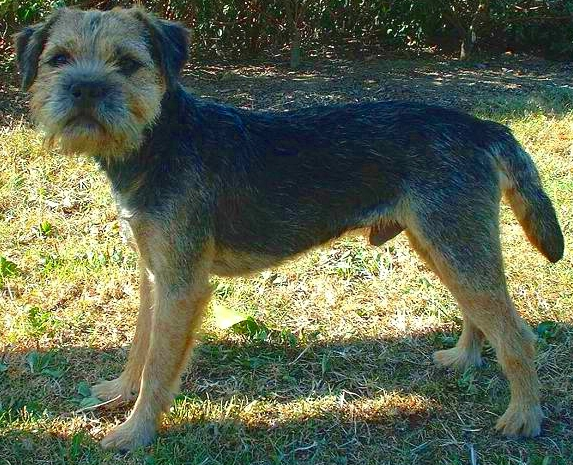
Borderterrier är en av de raser som används aktivt för grytjakt.

## Jaktprov för grythund
Grytprov eller grytjaktprov ordnas för taxar och terrier. För tax är grytprov ett alternativ till drevprov och viltspårprov. Terrier kan bli jaktchampion, men behöver inga jaktprovsmeriter för att bli utställningschampion. De terrierraser som är mest aktuella som grythundar är borderterrier, jack russell terrier, parson russell terrier, släthårig foxterrier, tysk jaktterrier och welsh terrier.
Grytjaktprov finns av två slag: för sprängare respektive förliggare. Sprängaren ska ge sig in i grytet och driva ut viltet utan att angripa det. Viltslagen är i första hand räv, men även grävling. Förliggaren ska med skall markera för jägaren var i grytet viltet befinner sig. Det ska hållas kvar där så att jägaren kan gräva sig ner. Alternativt ska hunden komma på inkallning så att viltet kommer fram självmant. Viltslag här är grävling, mårdhund, mink och mård. Proven ordnas med särskilda provgryt med levande vilt bakom galler. I Sverige används grävlingar, i andra länder ofta räv.
Det finns även ett särskilt eftersöksprov för grythundar som innehåller ett moment där hunden ska kunna apportera i gryt. För att få eftersöksdiplom ska hunden ha genomgått godkända grytanlagsprov, anlagsprov för viltspår samt grytapporteringsprov.

## Jaktprov för älghund

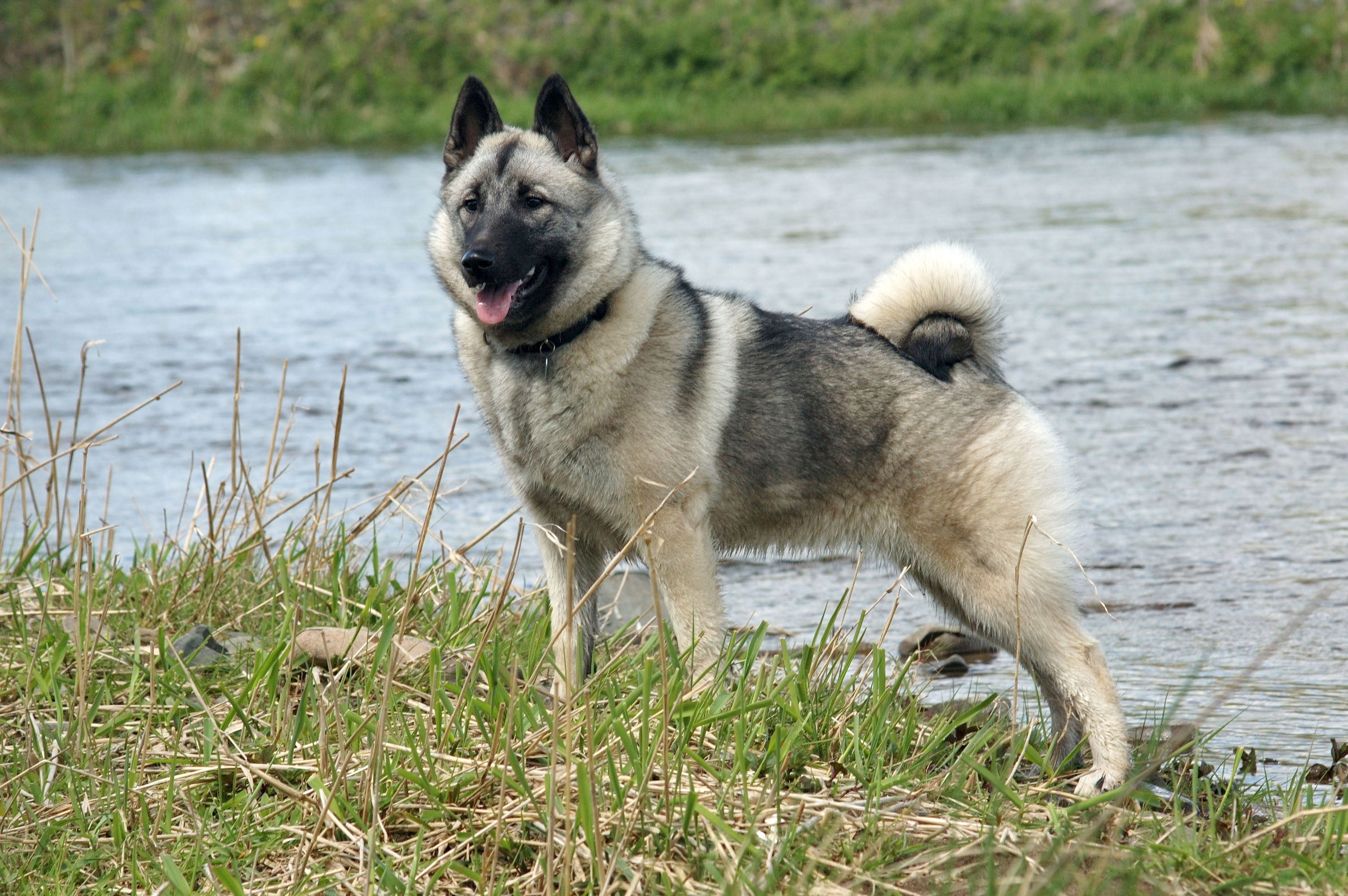
Gråhunden (Norsk älghund, grå) hör till de vanligaste älghundarna.

Jaktprov för älghundar (även kallat jaktprov på älg och älghundsprov) gäller för raserna norsk älghund, grå (gråhund), hälleforshund, jämthund, karelsk björnhund, norsk älghund, svart och svensk vit älghund. Det är även alternativt prov för lajkaraserna.
Det finns i två varianter: ledhundsprov och löshundsprov (jaktprov för ställande hund). Ledhunden arbetar i koppel men skall inte spåra utan följa älgens vittring i vinden. Vid mötet med älgen skall hunden vara lugn och tyst och markera för föraren var älgen befinner sig. Löshunden (eller ståndhunden) förföljer under tystnad älgen för att få den att stanna bland annat genom ståndskall, varmed den markerar för föraren var älgen finns. Hunden skall klara att hålla kontakt med älgen i 90 minuter. Provet äger rum under realistiska betingelser, men utan att älgen behöver skjutas.
Jaktprov på björn eller särskilt björnprov går i princip till som löshundsprov på älg och är öppet för älghundsraserna. Jaktprov på vildsvin eller vildsvinsprov liknar också löshundsprov och är alternativ merit för älghundar och lajkor samt wachtelhund och tysk jaktterrier.